# Podove, Novotroiițke
Podove (în ucraineană Подове) este localitatea de reședință a comunei Podove din raionul Novotroiițke, regiunea Herson, Ucraina.

## Demografie
Componența lingvistică a localității Podove
     Ucraineană (90,83%)
     Rusă (8,73%)
     Alte limbi (0,09%)
Conform recensământului din 2001, majoritatea populației localității Podove era vorbitoare de ucraineană (90,83%), existând în minoritate și vorbitori de rusă (8,73%).